# Theatre of Tragedy (альбом)
«Theatre of Tragedy» — дебютний студійний альбом норвезького метал-гурту Theatre of Tragedy. Реліз відбувся 4 липня 1995 року.

## Список композицій
Автор слів Раймонд Іштван Рохоній, автор музики Theatre of Tragedy, окрім пісні "...A Distance There Is...", автором тексту якої є Рохоній та Лів Крістін, автором музики — Крістін та Лоренц Аспен. 
| #     | Назва                               | Тривалість |
| ----- | ----------------------------------- | ---------- |
| 1.    | «A Hamlet for a Slothful Vassal»    | 4:05       |
| 2.    | «Cheerful Dirge»                    | 5:02       |
| 3.    | «To These Words I Beheld No Tongue» | 5:06       |
| 4.    | «Hollow-Heartèd, Heart-Departèd»    | 4:57       |
| 5.    | «...A Distance There Is...»         | 8:51       |
| 6.    | «Sweet Art Thou»                    | 4:00       |
| 7.    | «Mïre»                              | 4:07       |
| 8.    | «Dying - I Only Feel Apathy»        | 5:07       |
| 9.    | «Monotonë»                          | 3:10       |
| 44:25 |                                     |            |

## Учасники запису
- Раймонд Іштван Рохоній — чоловічий вокал
- Лів Крістін — жіночий вокал
- Пол Бйоста — гітари
- Томмі Ліндаль — гітари
- Айрек Салтро — бас-гітара
- Лоренц Аспен — клавіші
- Хайн Фрод Хансен — ударні